# Port lotniczy Dakar
Port lotniczy Dakar – międzynarodowy port lotniczy w Senegalu, położony 11 km na zachód od centrum Dakaru, w pobliżu miejscowości Yoff. Był największym portem lotniczym kraju do 2017, kiedy zastąpił go Port lotniczy Dakar-Diass.

## Linie lotnicze i połączenia
Obecnie port lotniczy nie obsługuje regularnego ruchu pasażerskiego. Budowa lotniska zastępczego, Dakar-Diass, 45 km dalej, rozpoczęła się w 2007 roku. Początkowo budowa miała trwać 30 miesięcy, a początkowa przepustowość lotniska wynosić 3 miliony pasażerów rocznie – prawie dwa razy więcej niż liczba pasażerów obsługiwanych przez stare lotnisko. Budowa nowego lotniska była kilkakrotnie opóźniana i ostatecznie nowe lotnisko otwarto w dniu 7 grudnia 2017 r. Od marca 2020 r. lotnisko obsługuje wyłącznie loty towarowe, ale nie regularne loty pasażerskie.

## Cargo
| Linia Lotnicza    | Kierunek                                                                |
| ----------------- | ----------------------------------------------------------------------- |
| Emirates SkyCargo | 1. Campinas-Viracopos 2. Dubaj-Al Maktoum                               |
| Lufthansa Cargo   | 1. Buenos Aires-Ezeiza 2. Campinas-Viracopos 3. Frankfurt 4. Montevideo |
| Med Airlines      | 1. Casablanca                                                           |